# Орањестад (Свети Еустахије)
Орањестад (хол. Oranjestad) је административно средиште острва Свети Еустахије, које је саставни део Карипске Холандије у Карипском мору. У граду живи око 1.000 становника, има универзитет, Историјски музеј и тврђаву „Орање“ из 1636. године. Орањестад чине два дела, тј. четврти Гори град и Доњи град. Ово је омиљена дестинација за куповину становника оближњих острва, због нижих и повољних цена.